# بندرترج (غافروبارمون)
بندرترج (بالفارسية: بندر ترج) هي قرية تقع في إيران في قسم غافروبارمون الريفي. يقدر عدد سكانها بـ 0 نسمة بحسب إحصاء 2016.